# Karl Hansen (Schriftsteller)
Karl Hansen (geboren am 19. September 1950 in Salt Lake City, Utah) ist ein amerikanischer Science-Fiction-Autor.
Er veröffentlichte 1975 eine erste Erzählung (The Killers) in Analog Science Fiction and Fact. 1981 erschien der Roman War Games, wie der zweite (Dream Games, 1985) angesiedelt in dem Hybrid-Universum.
Einige seiner Erzählungen erschienen Anfang der 1980er Jahre bei Moewig.

## Bibliographie
Romane
- War Games (1981)
- Dream Games (1985)

Kurzgeschichten
- The Killers (1975)
- Dreams of Ash, Memories of Fire (1975)
- A Red, White and Blue Fourth of July (1977)
- Dragon’s Teeth (1978)
  - Deutsch: Drachenzähne. Übersetzt von Leni Sobez. In: Roy Torgeson (Hrsg.): Die verdorbene Frau. Moewig (Playboy Science Fiction #6720), 1981, ISBN 3-8118-6720-2. Auch als: Drachenzähne. Übersetzt von Wolfgang Crass. In: H. J. Alpers (Hrsg.): Kopernikus 2. 	Moewig Science Fiction #3514, 1981, ISBN 3-8118-3514-9.
- Wires (1979)
  - Deutsch: Drähte. In: Roy Torgeson (Hrsg.): Am Vorabend des St. Poleander-Tages. Moewig (Playboy Science Fiction #6716), 1981, ISBN 3-8118-6716-4.
- Portrait for a Blind Man (1979)
  - Deutsch: Porträt für einen Blinden. In: Roy Torgeson (Hrsg.): Die große Weihe. Moewig (Playboy Science Fiction #6722), 1981, ISBN 3-8118-6722-9.
- The Burden of Their Song (1980)
  - Deutsch: Die Last ihres Liedes. In: Roy Torgeson (Hrsg.): Versuch dich zu erinnern. Moewig (Playboy Science Fiction #6726), 1982, ISBN 3-8118-6726-1.
- Forests of Night (1980)
  - Deutsch: Nachtwälder. In: Roy Torgeson (Hrsg.): Sonate für drei Elektroden. Moewig (Playboy Science Fiction #6731), 1982, ISBN 3-8118-6731-8.
- Sergeant Pepper (1980)
- Dolls’ Eyes (1980)
- The Ballad of Lady Blue (1981)
- Even Martian Cowgirls Get the Blues (1982)
- The Sailor Who Fell From Grace With the Void (1982)
- The Opening Day (1982)
- Dreams Unwind (1985)